# Barión exótico

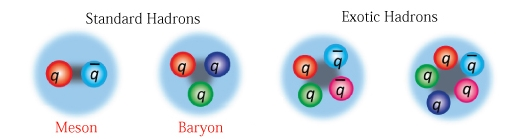
Hadrones del Modelo Estándar y hadrones exóticos.

Los bariones exóticos son estados enlazados de cuatro o más quarks y otras partículas elementales. Esto contrasta con los bariones ordinarios, los cuales son estados enlazados de sólo tres quarks. Las partículas adicionales podrían incluir quarks, antiquarks o gluones.
Uno de estos bariones exóticos es el pentaquark, que consta de cuatro quarks y un antiquark. Otro barión exótico que sólo consta de quarks es el dibarión H, que consta de dos quarks arriba, dos quarks abajo y dos quarks extraño. A diferencia del pentaquark, esta partícula podría tener una larga vida o, incluso, ser estable. Se ha anunciado la detección de pentaquarks y dibariones pero no han sido confirmados aún.
Varios tipos de bariones exóticos que requieren de una física más allá del Modelo Estándar han sido conjeturados para explicar algunas anomalías experimentales específicas. No hay evidencia experimental independiente de ninguna de estas partículas. Un ejemplo son los bariones R supersimétricos, los cuales son estados enlazados de tres quarks y un gluino. El barión R más ligero se denota como {\displaystyle {\mbox{S}}^{0}} y consiste de un quark arriba, un quark abajo, un quark extraño y un gluino. Se espera que esta partícula tenga una larga vida o sea estable y que explique los rayos cósmicos de muy alta energía. Los bariones exóticos estables también son candidatos para la materia oscura que interactúa fuertemente.
Ray Kurzweil ha especulado que para finales del siglo XXI, mediante el uso de la femtotecnología, podría ser posible la creación de nuevos elementos químicos compuestos de bariones exóticos
que constituirían una nueva tabla periódica. Estos nuevos elementos tendrían propiedades completamente distintas a las que los elementos químicos actuales tienen.